# 文斯·凯布尔
约翰·文斯·凯布尔爵士（英語：Sir John Vince Cable；1943年5月9日—），英国自由民主党籍政治家和经济学家、前任卡梅伦联合内阁商业、创新及技能大臣、1997年至2015年及2017年起擔任议员、2017至2019年間担任自民黨領袖。
凯布尔在大学学习经济学，并在1966年担任肯尼亚政府经济顾问。在20世纪70年代至20世纪80年代，凯布尔担任英国政府和英联邦秘书处顾问。1995-1997年任皇家壳牌公司首席经济学家。在1970年代, 凯博活跃于工党并担任格拉斯哥市市长。但是在1982年，他加入社会民主党（后演变为自由民主党），在1983，1987和1992年参加议会选举，但直到1997年才当选为伦敦选区国会议员。
从2003年到2010年5月，凯布尔一直是自民党发言人。他在2006年当选为自民党副领导人，并在2007年10月时任领导人坎贝尔辞职后代理领导人2个月直到克莱格当选。凯布尔在2007-2010年的金融危机中表现突出，因在危機中警告個人債務過高而備受讃賞。2010年5月辞去副领导人之职，以尊注在與保守黨新合組聯合政府中的商業大臣內閣職務。
2015年伴隨自民黨的慘敗，失去議席予保守黨員。但於2017年提前大選中取回議席，並於同年在無競爭對手的情況下獲選為黨魁。在帶領該黨於2019年5月歐洲議會選舉取得佳績後，他旋即辭去黨魁，並於7月正式卸任。之後獲繼任者斯溫森先後安排擔任該黨在國會的健康及社會關懷，和內閣辦公室發言人。他亦宣布放棄競選連任議員。

## 早年生涯和教育
凯布尔出生于约克。他进入劍橋大學菲茨威廉學院学习自然科学和经济学，并在1965年担任剑桥学联主席。他后来获得格拉斯哥大学经济学博士学位。

## 经济学生涯
凯布尔曾经在格拉斯哥大学和伦敦政经学院任教。1966-1968年，他担任肯尼亚政府财政部官员。
在1970年代，他是时任工业大臣史密斯的特别顾问。

### 学费
2010年秋季，凯布尔因其在学费问题上摇摆不定的立场而受到关注。2010年大选之前，他和其它自民党成员誓言反对学费上涨。但是作为现任政府商务大臣，他负责英国政府的学费从6,000英镑上涨到9,000英镑的政策。

## 私人生活
凯布尔的第一任夫人是Olympia Rebelo, 1968年结婚，育有3个子女，Rebelo于2001年去世。凯博于2004年再婚。